# Scheer
Scheer  é uma cidade da Alemanha localizada no distrito de Sigmaringen, região administrativa de Tubinga, estado de Baden-Württemberg.

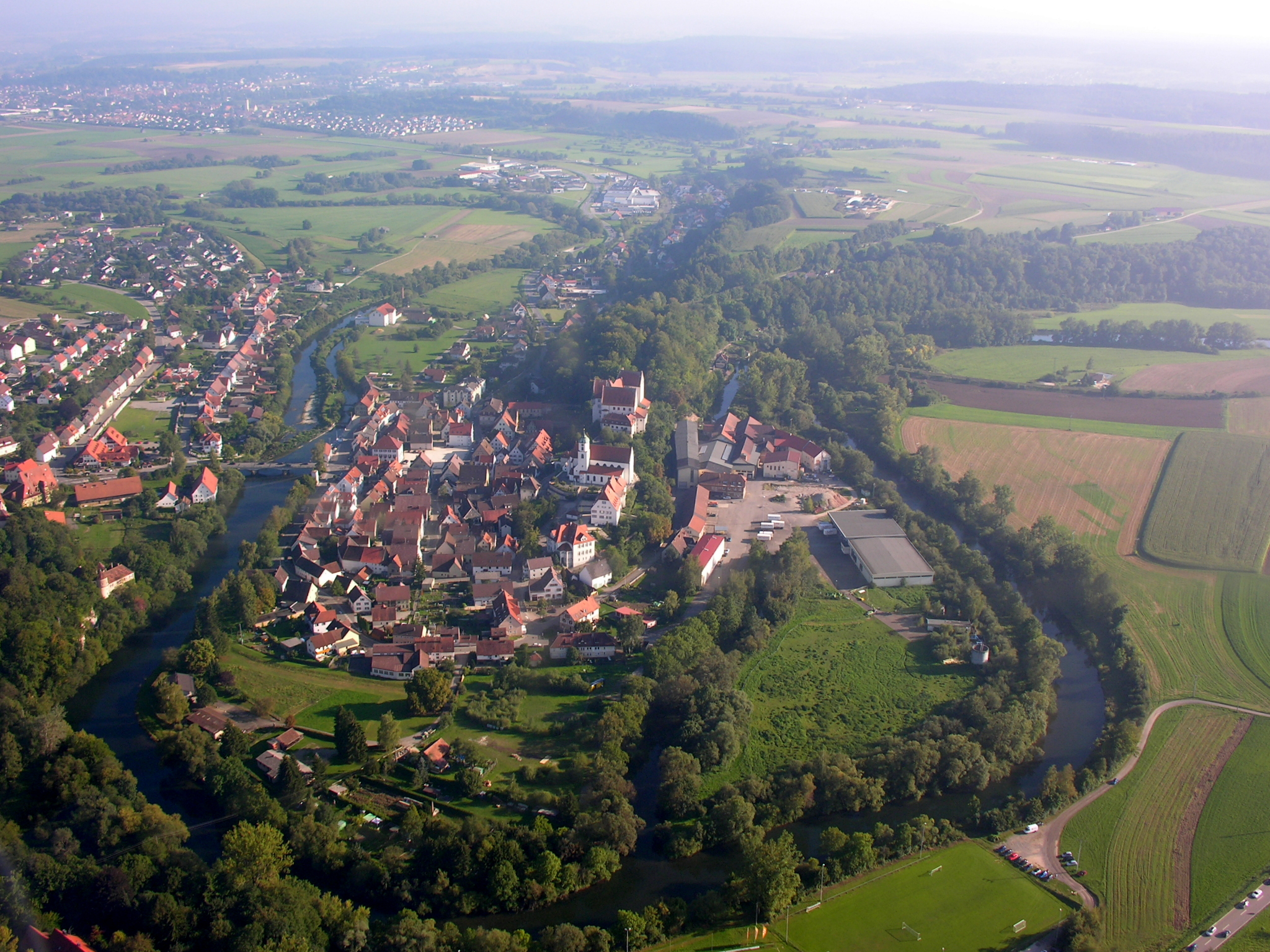
Scheer